# Šarru-kīn I.
Šarru-kīn I., in Anlehnung an die Bibel auch Sargon I., war der 35. assyrische König in der Zeit um 1920 bis 1881 v. Chr. (mittlere Chronologie), oder 1856 bis 1817 v. Chr. (kurze Chronologie).
Er ist nicht zu verwechseln mit Sargon von Akkad (Šarru-kīnu), nach dem er aber möglicherweise benannt worden war.